# Edykt Dioklecjana
Edykt Dioklecjana – edykt wydany przez cesarza Dioklecjana 24 lutego 303 roku, zapoczątkowujący największe prześladowania chrześcijan w Cesarstwie rzymskim.
Prześladowanie rozpoczęło się 23 lutego 303 roku, gdy żołnierze cesarscy zniszczyli kościół w Nikomedii. Następnego dnia ogłoszono edykt nakazujący burzenie kościołów i spalenie świętych ksiąg oraz pozbawienie stanowisk chrześcijan sprawujących urzędy publiczne. Były to sankcje niespotykane w dotychczasowym ustawodawstwie rzymskim.
Drugi edykt, latem 303 roku nakazywał uwięzienie kapłanów chrześcijańskich.
Jesienią 303 roku został wydany trzeci edykt, który pozwalał uwolnić odstępców od chrześcijaństwa, ale rozkazywał torturować opornych.
Prześladowania zakończył edykt tolerancyjny Galeriusza z 30 kwietnia 311 roku.